# Abdelmoneim El-Guindi
Abdelmoneim El-Guindi (arabisch عبد المنعم الجندي, DMG ʿAbd al-Munʿim al-Ǧindiyy; * 1. Dezember 1936 in Alexandria; † 17. März 2011) war ein ägyptischer Boxer. Er gewann bei den Olympischen Spielen 1960 in Rom eine Bronzemedaille im Fliegengewicht.

## Werdegang
Abdelmoneim El-Guindi erlernte nach seinem Eintritt in die ägyptische Armee das Boxen. Im Jahre 1959 trat er auf der internationalen Boxszene erstmals in Erscheinung, als er bei den Mittelmeerspielen in Beirut den Titel im Fliegengewicht gewann.
1960 wurde er in Wiesbaden CISM-Militärweltmeister im Fliegengewicht. Im gleichen Jahr startete er bei den Olympischen Spielen in Rom und landete dort im Fliegengewicht Siege über Robert Bosch aus Luxemburg, Paolo Curcetti, Italien und Humberto Barrero aus den Vereinigten Staaten von Amerika. Im Halbfinale unterlag er gegen Gyula Török aus Ungarn mit 1:4 Richterstimmen nach Punkten und gewann damit eine Bronzemedaille.
1961 gewann er bei der CISM-Militär-Weltmeisterschaft in Fort Dix/USA erneut den Titel im Fliegengewicht mit einem Sieg über den Tunesier Tarhouni. 1962 wurde er bei der 1. Meisterschaft von Afrika Titelträger im Bantamgewicht mit einem Sieg über den Sudanesen Hag.

## Internationale Erfolge
(OS = Olympische Spiele, WM = Weltmeisterschaft, Fl = Fliegengewicht, Ba = Bantamgewicht, Fe = Federgewicht, bis 51 kg, 54 kg u. 57 kg Körpergewicht)
- 1959, 1. Platz, Mittelmeer-Spiele in Beirut, Fl, vor Ben Larbi, Marokko und Antonio Ramos Maranon, Spanien[2];
- 1960, 1. Platz, CISM-Militär-WM in Wiesbaden, Fl[3];
- 1960, Bronzemedaille, OS in Rom, Fl, mit Siegen über Robert Bosch, Luxemburg, Paolo Curcetti, Italien u. Humberto Barrera, USA u. einer Niederlage gegen Gyula Török, Ungarn[4];
- 1961, 1. Platz, CISM-Militär-WM in Fort Dix/USA, Fl, mit einem Finalsieg über Tarhouni, Tunesien[5];
- 1962, 1. Platz, 1. Afrika-Meisterschaft in Kairo, Ba, vor Hag, Sudan[6]

## Länderkämpfe
(soweit bekannt)
- 1963 in Belgrad, Jugoslawien gegen Ägypten, Fe, Punktniederlage gegen Josef Olah[7]